# Lindholz
Lindholz település Németországban, Mecklenburg-Elő-Pomeránia tartományban. Lakosainak száma 632 fő (2023. december 31.).

## Népesség
A település népességének változása:
| Lakosok száma | 648  | 644  | 647  | 641  | 632  |
|               | 2017 | 2019 | 2021 | 2022 | 2023 |